# 神戸貨物ターミナル駅
神戸貨物ターミナル駅（こうべかもつターミナルえき）は、兵庫県神戸市須磨区大池町五丁目にある、日本貨物鉄道（JR貨物）山陽本線の貨物駅である。営業キロ上では、西日本旅客鉄道（JR西日本）の鷹取駅と同一地点にあり、場内・出発信号機も共用している。

## 概要
神戸市において阪神・淡路大震災による復興事業として行われている再開発事業に伴い2003年12月1日に廃止された神戸港駅の代替駅である。神戸港駅は、前身の小野浜駅から通算すると96年間の歴史を刻んできたが、東海道本線の灘駅東方の東灘信号場（現在の摩耶駅）で本線から分岐した貨物線で結ばれていた。貨物線の一部は、現在も残っていて歩道になっている。これに対して当駅は荷役ホームが本線に並行して設けられ、到着ホームでコンテナの積卸しをすませてそのまま出発が可能な着発線荷役方式を採用、コンテナ輸送に要するリードタイムを短縮して締切・引渡時刻を大幅に改善するなど、速達性・利便性を飛躍的に向上させた。
当駅が設けられた区域は昭和初期に貨物操車場として整備された一帯で、神戸市街線の高架化に際して兵庫駅の貨物の取り扱い設備は地上に残したため、兵庫駅 - 鷹取駅間を小運転線で連絡して兵庫駅・新川駅・和田岬駅等の扱い貨物を鷹取駅構内の操車場まで運び、ここで入換え作業を済ませて本線に送り出していた。貨物の取り扱いを廃止して以降は、もっぱら留置線として利用されていた。また、2000年3月までは隣接して西日本旅客鉄道鷹取工場も置かれており、車両の製造・検査などが行われていた。
鷹取駅と場内・出発信号機を共用しているため、運転士が持参する時刻表（スタフ）では「鷹取・神タ」という形で鷹取駅を同一駅として扱っている。

## 歴史
- 1987年（昭和62年）4月1日：国鉄分割民営化により鷹取駅は西日本旅客鉄道（JR西日本）・日本貨物鉄道（JR貨物）の駅となる[4]。この時は列車の設定は無い。
- 2003年（平成15年）12月1日：神戸港駅の業務を移管する形で、日本貨物鉄道の鷹取駅を整備、神戸貨物ターミナル駅に改称[1][2][3]。

## 構造

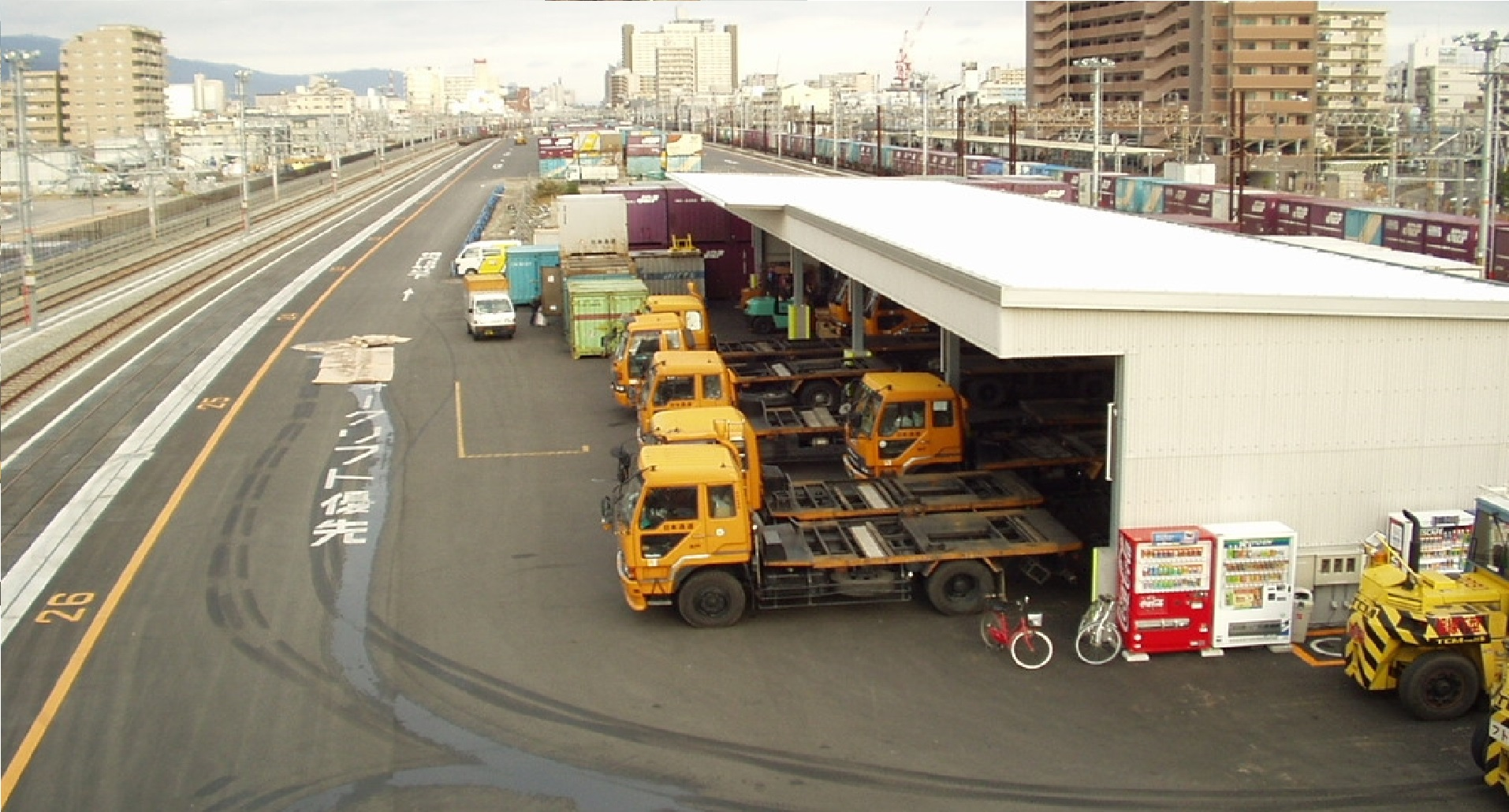
線路に挟まれた島式コンテナホームと、荷物仕分け施設。

- 島式コンテナホームが1面、着発線荷役方式を採用した着発荷役線が3本、着発線が3本ある[5]。着発4番線にはゴムマットが敷設され、コンテナホームから離れた着発5番線でのコンテナ荷役が可能な構造になっている。
- 平屋建ての一部車庫を兼ねた、荷物仕分け施設のほか、三階建て駅舎内には営業窓口であるJR貨物兵庫営業支店及び、コンテナを取り扱う通運事業者各社の営業所を併設する。

### 貨物の取り扱い

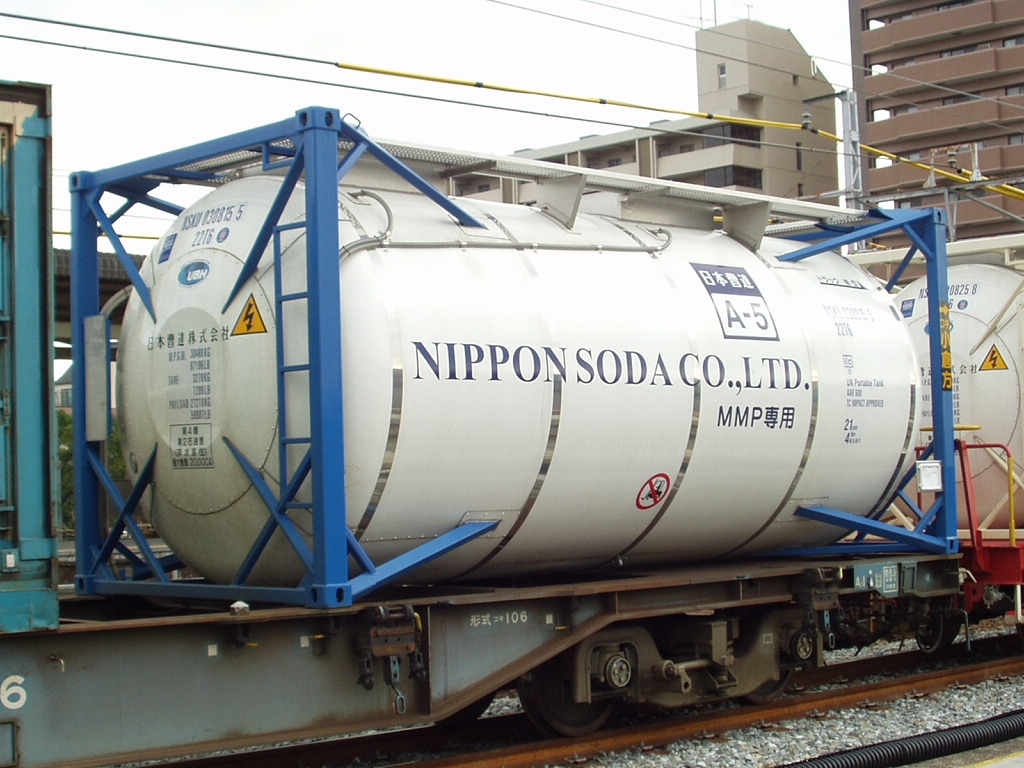
かつて日本曹達が所有していた、MMP専用の国際海上輸送用、20 ft形のタンクコンテナが輸送されていた（2003年12月）
（※当コンテナは、神戸ポートアイランド内の指定メンテナンス工場からの入出荷時に当駅が使用されていた。また両端のフレームカラーは、複数存在していた）

- コンテナ貨物
  - 12 ftコンテナ、20 ft・30 ft大型コンテナ、20 ft・40 ftのISO規格海上コンテナを取り扱う。これはJR貨物が取り扱う全種類のコンテナである。
- 臨時車扱貨物
- 産業廃棄物・特別産業廃棄物の取り扱い許可を得ている。
- 川崎車両兵庫工場（旧川崎重工業車両カンパニー）で製造された鉄道車両は、甲種列車輸送をおこなう場合に限り、必ず当駅を経由して各地に輸送される。詳しくは兵庫駅を参照。

## 駅周辺
- ヤマト運輸神戸長田営業所

## 隣の駅
西日本旅客鉄道（JR西日本）
山陽本線
新長田駅 - 神戸貨物ターミナル駅（鷹取駅） - 須磨海浜公園駅